# Халил-бей Дулкадирид
Гарседдин Халил-бей (староанатол. тур. غرس الدين خليل بك‎) — правитель бейлика Дулкадир в 1355—1386 годах. Сын основателя династии Караджа-бея. Халил воевал вместе с отцом против мамлюков. После казни Караджи Халил продолжил борьбу. Через два года после казни Караджи мамлюки признали Халила правителем Дулкадира. Халил заключал союзы с Рамазаногуллары и Кади Бурханеддином против Эретнагуллары и мамлюков и одержал несколько побед. В 1386 году Халил был убит по приказу мамлюкского султана Баркука.

## Биография

### Происхождение
Халил-бей был сыном Караджа-бея, основавшего бейлик и добившегося от мамлюкского султана признания его независимости. Отец Халила постоянно воевал либо приумножая территории за счёт соседей, либо отстаивая свои земли и свою независимость. Халил участвовал в войнах отца. Известно об участии Халила в битве у горы Дюльдюль, когда он отрядом, имеющем в своём составе 21-го воина, атаковал левый фланг противника, отвлекая на себя внимание мамлюков. Этим манёвром он дал отцу возможность скрыться. Но Мехмед-бей Эретнаоглу пленил бежавшего Караджу и выдал его мамлюкам, отослав в Алеппо. Затем Караджу перевезли в Каир. Известно, что через несколько недель один из сыновей Караджа-бея подговорил арабские племена восстать против мамлюков и напал с ними на Алеппо. Он надеялся оказать давление на Каир и освободить отца, но проиграл в битве и потерял 700 человек убитыми. Имя этого сына источники не упоминают. Караджу-бея казнили после 48 дней заключения. 10 июня 1354 года земли Дулкадира мамлюки передали Рамазану-бею, который приехал в Каир и привёз дары султану, желая заменить Караджу. Но Рамазан так и не смог установить свою власть в Бозоке, традиционно находившимся под влиянием семьи дулкадиридов. Султана Салиха беспокоили конфликты Рамазана-бея и сына Караджи. В итоге, в 1455 году султан был вынужден признать Халила беем Дулкадира, чтобы навести порядок у своих северных границ.

### Борьба за Малатью и Харпут

Города Дулкадиридов

Халил-бей использовал смуту в бейлике Эретна, где сыновья Эретна-бея делили власть. Желая отомстить за выдачу отца мамлюкам, он напал на бейлик Эретна и захватил Харпут и Бесни, расширив границы бейлика до реки Заманты . В 1360 году другой туркменский бей, Омер, захватил Малатью. В том же году, после смерти Омера, Халил решил овладеть Малатью, но жители отдали город мамлюкам. Это привело к разрыву отношений Халила с мамлюками. Бей Дулкадира начал совершать набеги на Алеппо. Вали (губернатор, наместник) Малатьи вызвал помощь из Антепа, но мамлюкское войско потерпело поражение и отступило в Алеппо. После этой победы Халил стал осаждать Малатью. Нового вали Малатьи, Эсендемира Тази, Халил тоже победил, несмотря на то, что на помощь городу пришёл Мехмед Эретнаоглу. Для спасения Малатьи султану Ашрафу Шабану пришлось собрать все сирийские войска под командованием губернатора Алеппо Кутлубоги. Сведения о новой экспедиции против Дулкадира заставили Халила вернуться в Эльбистан.
В 1364 году Эретнаогуллары подверглись набегу монгольских вождей Бабука и Девлета. Мехмед Эретнаоглу попросил помощи у мамлюкского султана, поскольку не мог справиться с вождями самостоятельно. Пока мамлюкские войска были в походе, Халил-бей воспользовался возможностью завоевать Харпут. Вали Алаэддин Маликшах не смог удержать город. Обосновавшись в Харпуте, Халил снова стал угрожать Малатье и осуществлять набеги на Эретну. Эта ситуация вынудила мамлюков организовать ещё одну экспедицию против Халила. Губернатор Алеппо Сейфеддин Джорджу подошёл к Харпуту в мае 1366 года с сирийской армией, находившейся под его командованием, но после четырёх месяцев безуспешной осады мамлюки вернулись в Алеппо. После отхода мамлюкских сил Халил решил отправить султану послание с извинениями. Получив ответ с прощением и приглашением прибыть ко двору, Халил отправился в Каир. Дав обещание вернуть Харпут, Халил получил почётный халат и гарантии признания своего положения правителя. Однако, вернувшись в Дулкадир, Халил так и не выполнил своё обещание и не вернул Харпут. В Каире приступили к подготовке новой экспедиции в Дулкадир. Армия под командованием Айдемира Шайха и Эсендемира подошла к Харпуту в конце 1366 года. У Халила было недостаточно сил, чтобы сопротивляться такой большой армии, и он был вынужден сдать город. Бея Дулкадира арестовали и отправили в Алеппо, но вскоре освободили по приказу султана.
Десять лет спустя Халил-бей отбил Харпут. В связи с этим Баркук организовал в 1378 году поход из Алеппо на Дулкадир под командованием Мубарека-шаха. Мубарек-шах был убит на поле битвы, а губернатор Малатьи Хаттат Елбога был разбит Халилом.

### Победы над мамлюками
В своей войне против Эретнаогуллары и мамлюков Халил пользовался поддержкой Рамазаногуллары. Совместно войска беев нападали на Алеппо и районы северной Сирии, но Малатью им не удавалось захватить. В феврале 1379 года мамлюкское войско под командованием вали Алеппо опять потерпело поражение и было полностью уничтожено Халилом с помощью Рамазаногуллары в Юмурталыке .
В конце 1379 года мамлюки организовали ещё одну военную кампанию под командованием губернатора Дамаска Байдемира Харезми. Баркук назначил в некоторые города новых вали и приказал всем сирийским наместникам привести свои войска для борьбы с Халилом. Также Баркук указом сместил Халила, и назначил в Эльбистан вали Малатьи Алтунбогу. В Малатью вместо Алтунбоги был назначен вали Бесни Тимурбога Минташ. Однако эти назначения так и остались лишь на бумаге. Командующим армии был назначен Бююк Хачив Шёген. Губернатор Биреджика Судун Музаффери и губернатор Малатьи Минташ присоединились к войскам, направляющимся в армию. Армия Дулькадира одержала крупную победу в битве у Мараша. Минташ был ранен, Хачив Шёген погиб на поле битвы, Алтунбога, который не смог даже добраться до Эльбистана, вали которого он был назначен, бежал в Алеппо вместе с другими командирами.
Вместе с беем Рамазаногуллары Халил продвинулся до долины Амук, присоединил её и разграбил окрестности Алеппо.

### Поражения
Новая экспедиция была организованна Баркуком в 1381 году. Все сирийские наместники участвовали в ней. С войсками в Алеппо подошли вали Дамаска (Ашык Тимур Мердани), вали Алеппо (Инал Юсули), вали Хама (Таштимур Касыми), вали Сафата (Таштимур Алаи), вали Триполи (Гюмюшбога Ельбогави). К армии присоединились туркменские, арабские и курдские племена под командованием Боздоганоглу Зия аль-Мулка. Историк Бадр ад-Дин аль-Айни наблюдал прохождение этой огромной армии через Антеп. К Марашу войско подошло 3 июля 1381 года.
Брат Халила-бея, Сули-бей, находился в засаде на крутых склонах недалеко от города. Когда армия мамлюков приблизилась, он с отрядом совершил неожиданную вылазку и захватил в плен вождя курдов Шерефеддина Хезербани. Через два дня, 6 июля 1381 года, произошло кровопролитное сражение, в котором мамлюкская армия одержала победу и захватила Мараш. Сули-бей отступил в Эльбистан, но не смог удержать его, пересёк Евфрат и добрался до укреплённого Халалом Харпута. Халил-бей бежал в Малатью. Мамлюкская армия, пробыв месяц в Эльбистане, направилась к Малатье вслед за Халилом. Но пересечь Евфрат армии не удалось и через некоторое время она вернулась в Алеппо.
Поражение Дулкадиридов подтолкнуло Рамазаноглу Ибрагима-бея пойти на контакт с мамлюкским вали Козана Таринтаем. Через него Ибрагим-бей передал извинения за свою помощь Дулкадиридам. Побеждённые и лишённые союзников, Халил и Сули отправили послание мамлюкским командирам с согласием подчиниться. Однако покорность Дулкадиридов мамлюкам была лишь временной. Дулкадир потерял два своих главных города — Мараш и Эльбистан, в которые на пост вали был назначен Алааддин Алтунбога. Халил-бей был вынужден жить в Харпуте. Как только армия мамлюков ушла, бей Дулкадира снова атаковал Алеппо при поддержке вождей туркмен, кочевавших в окрестностях хребта Нур и долины Амук. Чтобы защитить город от нападений туркмен, в апреле 1382 года вали города Елбога Насин поднялся с войском в горы.

### Кади Бурханеддин и Осман Дулкадирид
В конце 1382 года Баркук отрёкся в пользу Хаджи, что привело к мятежам в султанате. Особенно кровавыми были мятежи в Сирии. Алааддин Алтунбога, назначенный в Эльбистан Баркуком, пытался завоевать Даренде при поддержке народа Дулкадира, как и многие губернаторы, которые были враждебно настроены к Баркуку. Однако из-за сопротивления горожан он вынужден был вернуться в Эльбистан. Затем Алааддин Алтунбога, подвергшийся нападению в Биреджике со стороны Елбоги Насыри, губернатора Алеппо, бежал к Кади Бурханеддину. Вместо Алтунбоги вали Эльбистана был назначен шейх Али Казвини.
В Эретне в это время Кади Бурханеддин Ахмед положил конец династии Эретна и создал самое могущественное государство в центральной Анатолии. Получив трон, Кади Бурханеддин решил установить дружественные отношения с Дулкадиром. Халила-бея заключить союз с Кади Бурханеддином побудила острая потребность в союзнике. Отношения между Халилом и Кади Бурханеддином основывались на взаимопомощи. В первые годы правления Кади Бурханеддина некоторые из туркмен Дулкадира были у него на службе. Халил-бей даже послал своего брата Османа помочь Кади Бурханеддину подавить восстание одного из губернаторов. Известно, что Осман некоторое время оставался при дворе Кади Бурханеддина. Имя Османа упоминалось в документах как замешанного в попытке убийства Кади Бурханеддина, организованной его соперниками. Второй раз подозрение в действиях против Кади пало на Османа после нападения вали Амасьи во время строительства замка Гоманат. Дружеские отношения Кади и Халила привели к тому, что Кади не стал наказывать Османа, а отправил его в 1383 году в Харпут к Халилу. Прочие участники заговора были подвергнуты пыткам и казнены.
Помимо Кади Бурханеддина Халил искал поддержки и у других соседей. Халил хотел вернуть города Дулькадиридов, перешедшие в руки мамлюков. Для этого он снова установил дружбу с Рамазаногуллары. Заручившись поддержкой двух соседних правителей, в начале 1384 года Халил напал на Мараш и Эльбистан. Вали Алеппо Елбога отправился в Мараш, как только узнал о нападении, и победил бея Дулкадира. При поддержке Кади Бурханеддина Халил-бей ушёл на север и начал грабить районы Даренде и Дивржи. Елбога Насыри немедленно направился к Даренде. В Арсланташе 6 июля 1384 года Халил потерпел поражение и он, бросив лагерь и стада, сбежал..

### Предательство братьев и смерть
Мамлюки умело использовали внутрисемейные раздоры Дулкадиридов. Постоянные поражения привели к разрыву между братьями. Ибрагим, Осман и Иса перешли на сторону мамлюков. 4 апреля 1385 года Сули явился к губернатору Алеппо.
Вскоре султан Баркук решил избавиться от неспокойного вассала. Он поручил одному из туркменских командиров, Серимуддину Ибрагиму Ягмуроглу, убить Халила. В начале апреля 1386 года Ибрагим Ягмуроглу отправился на назначенную встречу с Халилом на плато между Антепом и Марашем (по другой версии — в Харпуте). По уговору они должны были встречаться наедине, поэтому Халил оставил свою свиту в стороне. Ибрагим же заранее спрятал своих людей в засаде. Когда Халил подошёл, те набросились на него и закололи мечами. Голову Халила они забрали с собой и быстро ретировались. Погибшему Халилу было около шестидесяти лет. Несколько членов его семьи были убиты вместе с ним. Согласно историческим записям, гробница Халила была расположена возле гробницы Мелик Гази у основания замка Заманты.

## Комментарии
1. ↑  Историки того времени называют разные варианты имени убийцы. Айни называет его Ягмур, Ибн Наджер - Ягмур, Макризи -Хамур, Ибн Кади Шухба - Омер, Эстерабади - Умур.